# Ciento cuatro
El ciento cuatro (104) es el número natural que sigue al 103 y precede al 105.

## En matemáticas
- Es un número compuesto, que tiene los siguientes factores propios: 1, 2, 4, 8, 13, 26 y 52. Como la suma de sus factores es 106 > 104, se trata de un número abundante.

## En ciencia
- 104 es el número atómico del rutherfordio.

## En otros campos
104 es también:
- El número de teclas en un Teclado Windows.